# 風忍
風 忍（かぜ しのぶ）は、日本の漫画家。神奈川県横須賀市出身。血液型はO型。
高校卒業後、ダイナミックプロに入社。永井豪のアシスタントを経て、1971年（昭和46年）に『別冊少年マガジン』（講談社）からデビュー。1970年代には講談社を中心に活動し、代表作としては『地上最強の男 竜』（1977年）が知られている。

## 作品リスト

### 単体作品
- 百円病院その3 交響曲第5番ハ短調”運命”（月刊少年マガジン 1971年4月号）
- ボンドくん（週刊少年ジャンプ 1972年5月15日号（21号））
- ガンマくん（別冊少年ジャンプ 1973年1月号）
- ドクターくん（週刊少年キング KINGオリジナル 1975年5月25日号）
- 正義のミカタくん（週刊少年キング 1975年45号 - 46号）
- 絶滅者（漫画ゴラク 1976年）
- 恐怖の宿題追放団 テスト屋カコちゃん（週刊少年キング 1976年12号）
- ここに幸あり（別冊テレビランド 1976年6月号）
- ドラゴン用心棒 必殺拳ちゃん（テレビマガジン 1976年5月号付録）
- 清く正しく美しく白鳥仮面（週刊少年キング 1976年4月18日増刊号）
- 地上最強の男 竜（週刊少年マガジン 1977年1号 - 20号）
  - 1996年に角川書店より、2001年に双葉社より復刻されている（現在は共に絶版）。2002年には富士見書房の『ドラゴンHG』に続編が掲載されている。
- ガバメントを持った少年（マンガ少年 1977年9月号）
- RED EYES（宝島 1977年11月号）
- マリア（週刊プレイボーイ 1977年）
- 宇宙へ向かってとび出せない（増刊漫画アクションSF劇場特集号 1978年6月27日号）
- 心の内なる声を聞け！（SFマガジン 1978年10月増刊号）
- 超高速の香織（週刊少年マガジン  1978年9月3日号（36号））
- 楽しい老後（週刊少年サンデー 1978年11月増刊号）
- MARIA （プレイコミック   1979年）
- 瞳をとじた翼 MARIA（プレイコミック 1979年）
- 最後の暴走族（ポップコーン  1980年4月号 - 1981年2月号）
- 男は度胸（HEABY METAL 1980年）
- 緋牡丹コルト（SFアドベンチャー 1980年10月号）
- SF-GALLERY（マンガ奇想天外  1981年4号）
- BEYOND THE COMPREHENSION（漫画アクション増刊スーパーフィクションスペシャル 1981年3月7日号）
- HEART AND STEEL（Epic 1981年）
- 緑のおばさんが恐い（プチフラワー 1981年）
- 静けさの中で（メディウム 1 1984年）
- 花鳥風月（メディウム 2 1984年）
- 霊体人間（メディウム 3 1984年）
- 愛染転生（バイオレンス10 1986年）
- 死霊の涙（ソリティア 1986年11月号）
- エンゼルの瞳（ソリティア 1987年2月号）
- 神秘鏡（ソリティア 1987年3月号）
- 殺人鬼には死を（ソリティア 1987年5月号）
- 骨法（原作：桜井和夫 コミックファイター 1988年）
- ケンカ必殺拳・骨法（監修：堀辺正史、原作：桜井和夫 こう書房 1988年12月10日発行）
- 世紀末少女MAYA（Comicジャスティス 1992年）
- タイガーマスク  ザ・スター（原作：真樹日佐夫 東京スポーツ 1993年）
- 六本木ソルジャー 喪服の探偵（原作：真樹日佐夫 東京スポーツ 1994年）
- ハルマゲドン”オウム計画”成功せり！（Flash Exciting Comic 1995年10月増刊号）
- ゼウス ギリシャ神話 黎明編 （脚本：幸森軍也 徳間書店 1996年1月31日発行）
- 雨月物語（清流出版  1996年4月10日発行）
- 統治者（原作：増子真二 クイックジャパン 1997年15号）
- 慙愧の人（クイックジャパン 1997年16号 - 17号）
- すぐそこにあるダイオキシンの恐怖 （原作：大谷昭宏 週刊現代 1997年9月13日号）
- 電子立国日本の自叙伝（NHK出版 1998年）
- 包丁若大将”G”（原作：増子真二 クイックジャパン 1998年20号）
- 鋼鉄ジーグ 秘龍伝（原作：永井豪 編集協力：不知火プロ ダイナミックプロ公式サイト 2016年）[2][3]

### アンソロジー
- THEゴジラCOMIC 1990年
  - 短編作品『Gからの警告』を執筆[4]。書籍『ゴジラVSビオランテ コンプリーション』では、「異色作中の異色作」と評している[4]。
- ネオデビルマン（モーニング新マグナム増刊No.11）